# Kumbarahalli, Bangalore North
Kumbarahalli là một làng thuộc tehsil Bangalore North, huyện Bangalore Urban, bang Karnataka, Ấn Độ.